# Jewgienij Waszurin
Jewgienij Waszurin, ros. Евгений Вашурин (ur. 1968) – radziecki skoczek narciarski narodowości rosyjskiej, drużynowy brązowy medalista mistrzostw świata juniorów.
W sezonie 1984/1985 wystąpił we wszystkich konkursach Turnieju Czterech Skoczni. Najwyższe miejsce zajął w Oberstdorfie, gdzie był 79.
13 lutego 1986 w Lake Placid, podczas mistrzostw świata juniorów zdobył brązowy medal w konkursie drużynowym, w którym wystartował wraz z Jurijem Durinowem, Michaiłem Jesinem i Siergiejem Badienko. Reprezentanci ZSRR przegrali wówczas z drużynami Republiki Federalnej Niemiec i Włoch.

## Osiągnięcia

### Puchar Świata

#### Miejsca w poszczególnych konkursach Pucharu Świata
| Sezon 1984/1985                                                                        |             |             |             |            |                        |           |               |                   |         |         |              |           |           |       |       |              |       |      |               |               |        |        |        |        |        |        |        |        |        |        |        |        |        |        |        |
| Thunder Bay                                                                            | Thunder Bay | Lake Placid | Lake Placid | Oberstdorf | Garmisch-Partenkirchen | Innsbruck | Bischofshofen | Cortina d'Ampezzo | Sapporo | Sapporo | Sankt Moritz | Engelberg | Harrachov | Lahti | Lahti | Örnsköldsvik | Falun | Oslo | Štrbské Pleso | Štrbské Pleso | punkty | punkty | punkty | punkty | punkty | punkty | punkty | punkty | punkty | punkty | punkty | punkty | punkty | punkty | punkty |
| -                                                                                      | -           | -           | -           | 79         | 89                     | 86        | 94            | -                 | -       | -       | -            | -         | -         | -     | -     | -            | -     | -    | -             | -             | 0      | 0      | 0      | 0      | 0      | 0      | 0      | 0      | 0      | 0      | 0      | 0      | 0      | 0      | 0      |
| Legenda                                                                                |             |             |             |            |                        |           |               |                   |         |         |              |           |           |       |       |              |       |      |               |               |        |        |        |        |        |        |        |        |        |        |        |        |        |        |        |
| 1 2 3 4-10 11-15 poniżej 15 - – zawodnik nie wystartował lub zajął miejsce poniżej 15. |             |             |             |            |                        |           |               |                   |         |         |              |           |           |       |       |              |       |      |               |               |        |        |        |        |        |        |        |        |        |        |        |        |        |        |        |

#### Turniej Czterech Skoczni

##### Miejsca w klasyfikacji generalnej
| Sezon     | Punkty | Miejsce |
| --------- | ------ | ------- |
| 1984/1985 | 217,2  | 88.     |

### Mistrzostwa świata juniorów
| Miejsce | Dzień     | Rok  | Miejscowość | Konkurs                         | Wynik | Strata | Zwycięzca        |
| ------- | --------- | ---- | ----------- | ------------------------------- | ----- | ------ | ---------------- |
| 49.     | 4 lutego  | 1984 | Trondheim   | Skocznia normalna indywidualnie | 213,1 | 62,2   | Martin Švagerko  |
| 11.     | 13 lutego | 1985 | Täsch       | Skocznia normalna drużynowo     | 592,3 | 126,5  | Austria          |
| 8.      | 16 lutego | 1985 | Täsch       | Skocznia normalna indywidualnie | 201,0 | 9,3    | Werner Haim      |
| 31.     | 11 lutego | 1986 | Lake Placid | Skocznia normalna indywidualnie | 231,3 | 53,8   | Virginio Lunardi |
| 3.      | 13 lutego | 1986 | Lake Placid | Skocznia normalna drużynowo     | 633,6 | 31,9   | RFN              |